# Компаратор
Компара́тор, нуль-орган (от лат. comparare «сравнивать») — устройство, сравнивающее величины аналоговых сигналов. Для аналоговых сигналов компаратор является логическим элементом с релейным режимом работы.
Компаратор принимает на свои входы два аналоговых сигнала и выдает сигнал высокого уровня, если сигнал на неинвертирующем входе («+») больше, чем на инвертирующем (инверсном) входе («−»), и сигнал низкого уровня, если сигнал на неинвертирующем входе меньше, чем на инверсном входе. Значение выходного сигнала компаратора при равенстве входных напряжений, в общем случае не определено. Обычно в логических схемах сигналу высокого уровня приписывается значение логической 1, а низкому — логического 0.
Через компараторы осуществляется связь между непрерывными сигналами, например, напряжения и логическими переменными цифровых устройств.
Применяются в различных электронных устройствах, АЦП и ЦАП, устройствах сигнализации, допускового контроля и др.
Одно из напряжений (сигналов), подаваемое на один из входов компаратора обычно называют опорным или пороговым напряжением. Пороговое напряжение делит весь диапазон входных напряжений, подаваемых на другой вход компаратора на два поддиапазона. Состояние выхода компаратора, высокое или низкое, указывает, в каком из двух поддиапазонов находится входное напряжение. Компаратор с одним входным пороговым напряжением принято называть однопороговым компаратором, существуют компараторы с двумя или несколькими пороговыми напряжениями, которые, соответственно делят диапазон входного напряжения на число поддиапазонов на 1 большее числа порогов.
Сравниваемый сигнал может подаваться как на инвертирующий, так и на неинвертирующий вход компаратора. Соответственно, в зависимости от этого компаратор называют инвертирующим или неинвертирующим.

## Математическое описание компаратора
В аналитическом виде идеальный однопороговый неинвертирующий компаратор задаётся следующей системой неравенств:
{\displaystyle U_{out}={\begin{cases}U_{0},&{\mbox{if }}U_{in}<U_{ref}\\{\text{не определено}},&{\mbox{if }}U_{in}=U_{ref}\\U_{1},&{\mbox{if }}U_{in}>U_{ref}\end{cases}}}
где {\displaystyle U_{ref}} — напряжение порога сравнения,
{\displaystyle U_{out}} — выходное напряжение компаратора,
{\displaystyle U_{in}} — входное напряжение на сигнальном входе компараторе.
Третьему, неопределённому значению, в случае бинарного состояния выхода можно:
1. присвоить {\displaystyle U_{0}} или {\displaystyle U_{1}},
2. присвоить {\displaystyle U_{0}} или {\displaystyle U_{1}} случайным образом динамически,
3. учитывать предыдущее состояние выхода и считать равенство недостаточным для переключения,
4. учитывать первую производную по времени выходного сигнала и её равенство нулю считать недостаточным для переключения.

В случае использования многозначной логики, например, троичной для учёта третьего состояния (равенство) применить соответствующую троичную функцию из чёткой троичной логики с чётким третьим значением.

## Схемотехника компараторов
Схемотехнически простейший компаратор представляет собой дифференциальный усилитель с высоким коэффициентом усиления (в идеале — бесконечным). Микросхема компаратора отличается от обычного линейного ОУ устройством и входного, и выходного каскадов:
- Входной каскад компаратора должен выдерживать широкий диапазон дифференциальных входных напряжений (между инвертирующим и неинвертирующим входами), вплоть до значений питающих напряжений, а также полный диапазон синфазных напряжений.
- Выходной каскад компаратора обычно конструируют совместимым по логическим уровням и токам с распространённым типом входов логических схем (технологий ТТЛ, ЭСЛ и т. п.). Возможны исполнения выходного каскада компаратора на одиночном транзисторе с открытым коллектором, что обеспечивает одновременную совместимость с ТТЛ и КМОП логическими микросхемами.
- Микросхемы компараторов не рассчитаны для работы с отрицательной обратной связью как ОУ и при их применении отрицательная обратная связь не используется. И наоборот, для формирования гистерезисной передаточной характеристики компараторы часто охватывают положительной обратной связью. Эта мера позволяет избежать быстрых нежелательных переключений состояния выхода, обусловленном шумами во входном сигнале, при медленно изменяющемся входном сигнале.
- При проектировании микросхем компараторов уделяется особое внимание быстрому восстановлению входного каскада после перегрузки и смены знака разности входных напряжений. В быстродействующих компараторах для повышения быстродействия схемотехнически не допускают захода биполярных транзисторов в выходном каскаде в режим насыщения.

При равенстве входных напряжений реальные компараторы и ОУ, включенные по схеме компараторов дают хаотически изменяющийся выходной сигнал из-за собственных шумов и шумов входных сигналов. Обычная мера подавления такого хаотического переключения — введение положительной обратной связи для получения гистерезисной передаточной характеристики. Компараторы, охваченные положительной обратной связью, имеют гистерезис и по сути являются двухпороговыми компараторами, часто такой компаратор называют триггером Шмитта.
При программном моделировании компаратора возникает проблема выходного напряжения компаратора при одинаковых напряжениях на обоих входах компаратора. В этой точке компаратор находится в состоянии неустойчивого равновесия. Проблему можно решить множеством разных способов, описанных в подразделе «программный компаратор».

### Программное моделирование компаратора
В программах в качестве первого приближения можно использовать простейшую модель асимметричного компаратора, в котором третье значение с равными величинами сравниваемых входных переменных постоянно приписывается к «0» или к «1», в примере, приведенном ниже, третье значение постоянно приписывается к «0»:
```
int
 
V1
,
 
V2

bool
 
out

if
(
V1
 
>
 
V2
)

{

    
out
 
=
 
-3

}

else

{

    
out
 
=
 
+
3

}

```

В более сложных моделях симметричных компараторов третье значение можно, в рамках двоичной логики:
1. приписать к «0» или к «1» постоянно,
2. приписывать к «0» или к «1» случайным образом динамически,
3. учитывать предыдущее значение и считать равенство недостаточным для переключения,
4. учитывать первую производную и её равенство нулю считать недостаточным для переключения,

или выйти за рамки двоичной логики и:
1. для учёта третьего значения (равенство) применить соответствующую троичную функцию из чёткой троичной логики с чётким третьим значением.

Существующая проблема третьего состояния при программном моделировании, когда два числа, представленные кодовыми словами, могут быть в точности равны, на практике не имеет места: два напряжения не могут в точности совпадать, так как, во-первых, аналоговое напряжение величина неквантуемая, а во-вторых, существует шум, напряжение смещения входов компаратора, и иные возмущения, разрешающие неоднозначность даже в случае равенства входных напряжений аналогового компаратора.

## Компараторы с двумя и более напряжениями сравнения
Строятся на двух и более обычных компараторах.

### Двухпороговый (троичный) компаратор
Двухпороговый (троичный) компаратор имеет два напряжения сравнения и состоит из двух обычных компараторов. Два напряжения сравнения делят весь диапазон входных напряжений на три нечётких поддиапазона в нечёткой (fuzzy) троичной логике, которым присваиваются три чётких значения в чёткой троичной логике. Двухбитный троичный (2B BCT) логический сигнал (трит) на выходе троичного компаратора указывает, в каком из трёх поддиапазонов находится входное напряжение. Логическая часть троичного компаратора выполняет унарную троичную логическую функцию — «повторитель» (F1073 = F810). Двухбитный троичный трит (2B BCT) может быть преобразован в трёхбитный трит (3B BCT) или в трёхуровневый трит (3LCT).
В аналитическом виде двухпороговый (троичный) компаратор задаётся следующими системами неравенств:
{\displaystyle {\begin{cases}U_{ref2}>U_{ref1}\\U_{out1}={\begin{cases}0,&{\mbox{if }}U_{in}<U_{ref1}\\undefined,&{\mbox{if }}U_{in}=U_{ref1}\\1,&{\mbox{if }}U_{in}>U_{ref1}\end{cases}}\\U_{out2}={\begin{cases}0,&{\mbox{if }}U_{in}<U_{ref2}\\undefined,&{\mbox{if }}U_{in}=U_{ref2}\\1,&{\mbox{if }}U_{in}>U_{ref2}\end{cases}}\end{cases}}}
где:
Uref1 и Uref2 — напряжения нижнего и верхнего порогов сравнения;
Uout1 и Uout2 — выходные напряжения компараторов;
Uin — входное напряжение на компараторах.
Двухпороговый (троичный) компаратор является простейшим одноразрядным троичным АЦП.
Троичный компаратор является переходником из нечёткой (fuzzy) троичной логики в чёткую троичную логику для решения задач нечёткой троичной логики средствами чёткой троичной логики.
Тумблеры и переключатели на 3 положения без фиксации (ON)-OFF-(ON) являются механоэлектрическими троичными (двухпороговыми) компараторами, в которых входной величиной является механическое отклонение рычага от среднего положения.

Двухпороговый (троичный) компаратор выпускается в виде отдельной микросхемы MA711H (К521СА1).

Применяется в прецизионном триггере Шмитта популярной микросхемы-таймера NE555.

Троичный компаратор низкого качества с двоичными компараторами на цифровых логических элементах 2И-НЕ применён в троичном индикаторе напряжения источника питания с преобразованием трёх диапазонов входного напряжения в один трёхбитный одноединичный трит (3B BCT). Для построения прецизионного триггера Шмитта в этой схеме не хватает двоичного RS-триггера, который можно выполнить на двух дополнительных логических элементах 2И-НЕ (например, использовать два из четырёх логических элементов 2И-НЕ микросхемы К155ЛА3).

### Многовходовые компараторы
Входной каскад параллельных АЦП прямого преобразования является многоуровневым компаратором. В нём применяются {\displaystyle 2^{n}-1} напряжений сравнения, где n — количество битов выходного кода. Разность соседних уровней сравнения в таких многовходовых компараторах обычно постоянна.

## Примеры интегральных микросхем компараторов
Пример широко известных компараторов: LM311 (российский аналог — КР554СА3), LM339 (российский аналог — К1401СА1). Эта микросхема часто встречается, в частности, на системных платах ЭВМ, а также в системах управления ШИМ контроллеров в блоках преобразования напряжения (например, в компьютерных блоках питания с системой питания ATX).

## Параметры компараторов
Параметры, характеризующие качество компараторов, можно разделить на три группы: точностные, динамические и эксплуатационные.
Компаратор характеризуется теми же точностными параметрами, что и ОУ.
Основным динамическим параметром компаратора является время переключения tп. Это промежуток времени от начала сравнения до момента, когда выходное напряжение компаратора достигает противоположного логического уровня. Время переключения замеряется при постоянном опорном напряжении, подаваемом на один из входов компаратора и скачке входного напряжения Uвх, подаваемого на другой вход. Это время зависит от величины превышения Uвх над опорным напряжением. Время переключения компаратора tп можно разбить на две составляющие: время задержки tз и время нарастания до порога срабатывания логической схемы tн. В справочниках обычно приводится время переключения для значения дифференциального напряжения, равного 5 мВ после скачка.